# Carl Ludvig Lithander
Carl Ludvig Lithander, född 26 januari 1773 g.s. (6 februari 1773 n.s.)  i Röicks socken, Estland, död 17 december 1843 i Greifwald, var en finlandssvensk musiker, kompositör och lärare.
Carl Ludvig Lithander föddes i Estland men kom som en konsekvens av sina föräldrars död till en släkting i Stockholm. Han blev kadett vid Fortifikationen 1791 och avlade officersexamen 1795.. I sina döttrars födelsenotis står han som "Informationslöjtnanten vid fortifikationen och adjunkten vid Krigsakad." Han var gift med Eva Theresia Berntsson
Han hade livliga musikaliska brevväxlingar med sina syskon, som bodde i Åbo i Finland. Han blev med tiden verksam vid Karlberg, där han arbetade till 1814. Åren 1815–1817 vistades han i London för att ägna sig åt musiken. Han återgick 1818 till tjänsten vid Krigsakademin, men fick återigen permission för att vistas utomlands. Senare gav han sig ut på långa konsert- och studieresor på kontinenten tillsammans med sina två döttrar Eva och Caroline Lithander.